# Aran Benllyn
L'Aran Benllyn és una cimera subsidiària d'Aran Fawddwy al sud d'Eryri, al nord de Gal·les. És el segon cim més alt de la serra d'Aran.
Neix des de la riba sud de l'estany de Llyn Tegid i arriba a la punta nord de la carena principal d'Aran. Entre l'Aran Benllyn i l'Aran Fawddwy hi ha un altre cim: l'Erw y Ddafad-ddu.
El cim té uns quants afloraments rocosos i està marcat per un petit cairn. Les vistes inclouen: el Llyn Tegid al nord, el Foel y Geifr a l'est, l'Erw y Ddafad-ddu al sud i el Rhobell Fawr i el Cadair Idris a l'oest.
Al nord-est del cim hi ha un llac, el Llyn Lliwbran.